# Conseil législatif du Bas-Canada
Pour les articles homonymes, voir Conseil législatif.
15 législatures 
 (1792 à 1838)
Chambre du Conseil législatif,
 Hôtel du Parlement
 Québec, Bas-Canada
Le Conseil législatif du Bas-Canada est, de 1792 à 1838, la chambre haute, non élue, du Parlement du Bas-Canada, dans la colonie britannique du même nom.

## Histoire
Le Conseil législatif et l'Assemblée législative du Bas-Canada sont créés par l'Acte constitutionnel de 1791.  
Les deux chambres législatives du Parlement du Bas-Canada sont dissoutes le 27 mars 1838, à la suite de la Rébellion des Patriotes et le Bas-Canada est ensuite administré par un conseil spécial (de 1838 à 1840). Après l'Acte d'union de 1840, le Conseil législatif de la province du Canada est créé en 1841.

## Membres

### Nomination
L'article III de la constitution du Bas-Canada autorise le représentant de la couronne (le gouverneur, lieutenant-gouverneur ou l'administrateur) à sommer au Conseil législatif « un nombre suffisant d'hommes prudents et compétents », au minimum quinze. L'article IV interdit de nommer une personne qui ne serait pas un sujet britannique âgé d'au moins 21 ans. Une fois nommés, les membres du Conseil législatif conservent leur siège à vie (art. V). 
L'article VI prévoit la possibilité que le souverain britannique accorde à certains sujets un « droit héréditaire d'être sommé au Conseil législatif ». Dans la pratique, ce droit ne fut jamais conféré à personne au Bas-Canada.
Une place au conseil est considérée vacante à la mort d'un conseiller, lorsqu'un conseiller réside hors de la province pendant quatre ans sans permission du représentant de la couronne. Un conseiller peut perdre sa place et un sujet voir son droit héréditaire éteint pour cause de trahison.

### Présidence
C'est au gouverneur qu'était attribué le pouvoir de nommer et de destituer le président du conseil législatif (art. XII de l'Acte constitutionnel).  Une habitude s'établit selon laquelle la présidence du conseil législatif fut presque toujours confiée au juge en chef de la colonie.  À cette époque, le pouvoir impérial ne considérait pas l'incompatibilité des activités politiques et judiciaires.  Toutefois, le juge en chef devant parfois s'absenter du conseil pour s'acquitter de ses fonctions au tribunal, le conseil législatif nommait alors parmi ses membres des présidents pour le remplacer.

## Lieu de réunion
L'édifice qui abrite le parlement se situe à Québec, la capitale de la province, et se nomme l'Hôtel du Parlement. La province loue d'abord le Palais épiscopal de Québec (ou Palais de l'Évêque), c'est-à-dire la résidence de l'évêque catholique dans le diocèse de Québec. Le palais se situe sur la rue de la Montagne dans la Haute-Ville. Construit sur une pente, une partie de l'édifice comprend trois étages (sud-est) alors que les autres n'en ont que deux. 
La Chambre d'assemblée loge dans la chapelle, pièce qui fait 65 pieds sur 36. Les chambres des commissions (ou comités) et la bibliothèque de l'assemblée sont dans des pièces adjacentes. Le Conseil législatif tient ses séances dans un appartement au deuxième étage. Les chambres de ses commissions et sa bibliothèque sont sur le même étage. Le Conseil exécutif, divers bureaux rattachés à l'administration logent également dans le palais.